# .ck
.ckは、国別トップレベルドメイン (ccTLD)の一つで、クック諸島に割り当てられている。

## サブドメイン
登録は以下の分類用第二レベルドメイン下で行われる。
- .co.ck - 商業団体
- .org.ck - 非営利団体
- .edu.ck - 教育機関
- .gov.ck - 政府機関
- .net.ck - インターネットサービスプロバイダ
- .gen.ck - 個人または上記に含まれない団体
- .biz.ck - クック諸島に関連したビジネス
- .info.ck - クック諸島に関連した情報

## .ck登録に求められること
登録に際して求められることは以下の通り:
1. 域外居住者の登録料は2年間で150ドル。以降2年ごとに更新。
2. 申請したドメインが、既に取得したブランドや商号か。
3. 卑猥であると思われるドメイン（blow.co.ckやmybig.co.ckなど）は、どのレベルでも認められておらず、申請者には却下が通知される。また、それ以降の同じドメインに対する申請は無視される。.ckドメインはWeb上で定期的に監視されており、卑猥だったり、不適当だと認めた場合はドメインを通告や返金なしで強制停止する。